# Người hùng báo thù
Người hùng báo thù (tựa gốc tiếng Anh: Watchmen) là một bộ phim siêu anh hùng lịch sử thay thế của Mỹ năm 2009 dựa trên loạt truyện giới hạn cùng tên của DC Comics do Dave Gibbons đồng sáng tạo và minh họa vào khoảng năm 1986–1987. Được đạo diễn bởi Zack Snyder từ kịch bản của David Hayter và Alex Tse, bộ phim có dàn diễn viên chính bao gồm Malin Åkerman, Billy Crudup, Matthew Goode, Carla Gugino, Jackie Earle Haley, Jeffrey Dean Morgan và Patrick Wilson. Một sự tái cấu trúc đen tối và lạc hậu của thể loại siêu anh hùng, bộ phim lấy bối cảnh lịch sử thay thế vào năm 1985 ở đỉnh điểm của Chiến tranh Lạnh, khi một nhóm các siêu anh hùng người Mỹ hầu hết đã nghỉ hưu điều tra vụ giết một người của họ trước khi khám phá ra một chi tiết và âm mưu chết người, trong khi giới hạn đạo đức của họ bị thách thức bởi tính chất phức tạp của hoàn cảnh.
Từ tháng 10 năm 1987 đến tháng 10 năm 2005, một bộ phim người thật đóng chuyển thể từ loạt phim Watchmen đã bị mắc kẹt trong địa ngục phát triển. Hai nhà sản xuất Lawrence Gordon và Joel Silver bắt đầu phát triển dự án tại 20th Century Fox, sau đó chuyển nó sang Warner Bros. Pictures, công ty mẹ của nhà xuất bản Watchmen DC Comics, và thuê đạo diễn Terry Gilliam, người cuối cùng đã rời khỏi công việc sản xuất và coi là bộ truyện tranh phức tạp "không thể uốn được". Trong những năm 2000, Gordon và Lloyd Levin hợp tác với Universal Pictures, Revolution Studios và Paramount Pictures sản xuất bộ phim. Các đạo diễn David Hayter, Darren Aronofsky và Paul Greengrass đã gắn bó với dự án trước khi nó bị hủy bỏ vì tranh chấp ngân sách. Vào tháng 10 năm 2005, dự án quay trở lại Warner Bros., nơi Snyder được thuê làm đạo diễn. Paramount vẫn là nhà phân phối quốc tế của mình, trong khi Warner Bros. sẽ phân phối phim tại Hoa Kỳ. Tuy nhiên, Fox đã kiện Warner Bros. vì vi phạm bản quyền xuất phát từ việc Gordon không trả tiền mua lại vào năm 1991, điều này đã giúp ông phát triển bộ phim tại các hãng phim khác. Fox và Warner Bros. đã giải quyết vấn đề này trước khi bộ phim phát hành, Fox nhận được một phần doanh thu. Quay phim chính bắt đầu ở Vancouver, tháng 9 năm 2007. Như với bộ phim 300 trước đó của mình, Snyder đã mô phỏng chặt chẽ bảng phân cảnh của mình trên truyện tranh, nhưng chọn không quay tất cả Watchmen bằng phông xanh và thay vào đó chọn phim trường thực tế.
Sau khi ra mắt thế giới tại Quảng trường Odeon Leicester vào ngày 23 tháng 2 năm 2009, bộ phim được phát hành ở cả rạp chiếu thông thường và IMAX vào ngày 6 tháng 3 năm 2009, và thu về 55 triệu đô la vào tuần đầu công chiếu và hơn 185 triệu đô la tại các phòng vé trên toàn thế giới. Bộ phim phân cực người hâm mộ và các nhà phê bình; phong cách được khen ngợi, nhưng Snyder bị cáo buộc làm phim hành động thiếu đi sự tinh tế và dí dỏm của truyện tranh. Một phiên bản DVD dựa trên các yếu tố của vũ trụ Watchmen đã được phát hành, bao gồm chuyển thể hoạt hình từ truyện tranh Tales of the Black Freighter trong câu chuyện do Gerard Butler lồng tiếng, và một bộ phim tài liệu hư cấu có tựa đề Under the Hood, mô tả chi tiết về thế hệ siêu anh hùng cũ từ câu chuyện phía sau của bộ phim.  Bản cắt của đạo diễn với 24 phút cảnh quay bổ sung được phát hành vào tháng 7 năm 2009. Phiên bản "Ultimate Cut" kết hợp truyện tranh hoạt hình Tales of the Black Freighter vào câu chuyện như trong tiểu thuyết đồ họa gốc, kéo dài thời gian chạy lên 3 giờ và 35 phút, và được phát hành vào ngày 3 tháng 11 năm 2009. Bản cắt của đạo diễn được đón nhận tốt hơn so với bản chiếu rạp.